# Washington Wizards

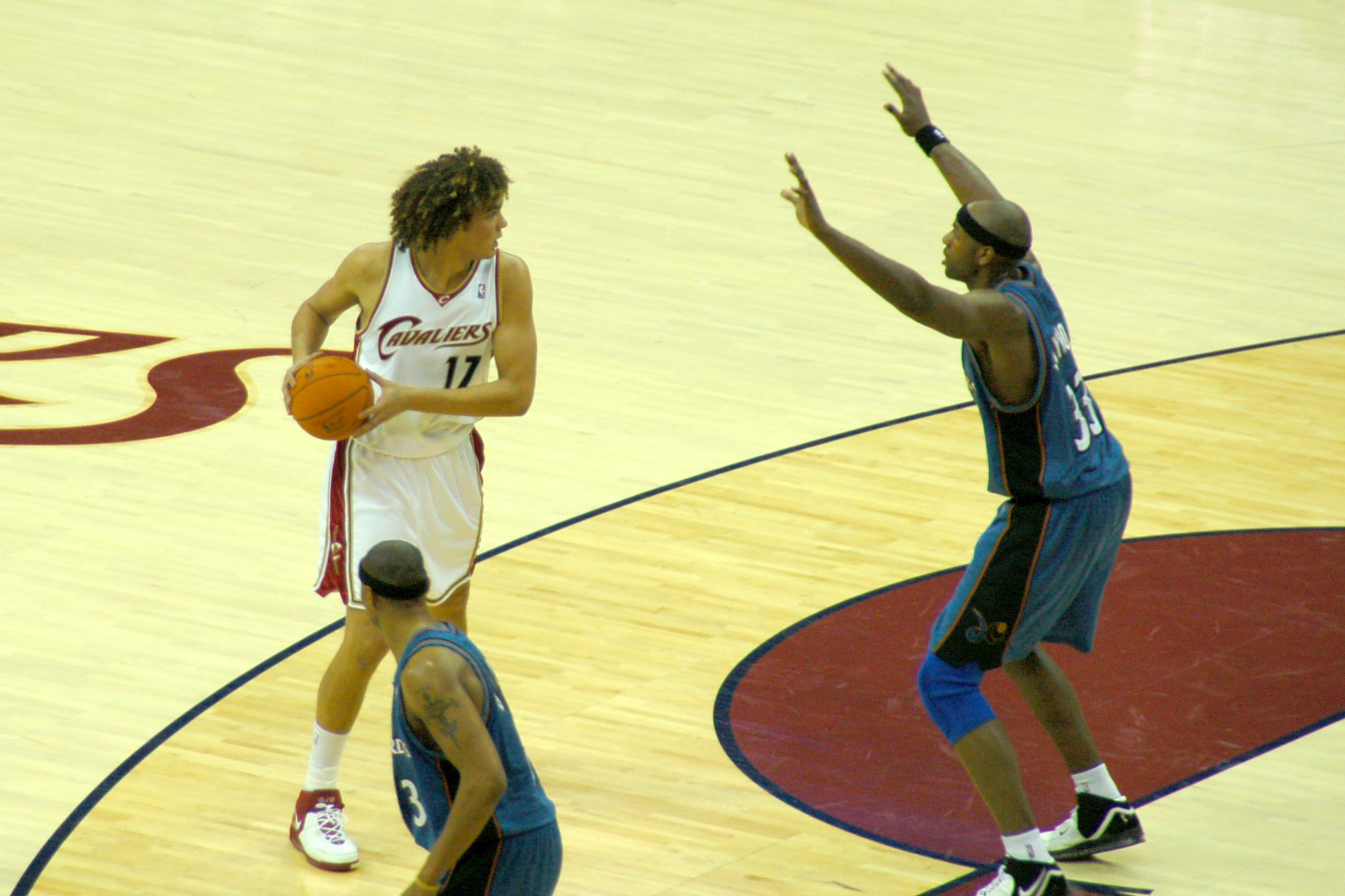
Hráč Wizards (vpravo) při obraně

Washington Wizards je basketbalový tým hrající severoamerickou ligu National Basketball Association. Patří do Jihovýchodní divize Východní konference NBA. Tým si vybral jako šestku v draftu 2011 Jana Veselého z České republiky, v roce 2016 Tomáše Satoranského též z České republiky a mimo jiné si vybral v draftu 2007 Nicka Younga
Tým byl založen roku 1961 a za svou existenci vystřídal několik působišť (a názvů):
- Chicago Packers: 1961–1962
- Chicago Zephyrs: 1962–1963
- Baltimore Bullets1: 1963–1972
- Capital Bullets: 1972–1973
- Washington Bullets: 1973–1997
- Washington Wizards: 1997–současnost

1 Tým dnešních Wizards není první, který nosil jméno Baltimore Bullets - podrobnosti o původním týmu lze najít v samostatném článku.
Za svou historii dokázali Wizards celkem čtyřikrát vyhrát play-off své konference, z toho jednou následně i finále celé NBA:
- Vítězství v NBA: 1978
- Ostatní vítězství v konferenci: 1971, 1975 a 1979

## Statistika týmu v NBA
| Sezóna             | Výhry | Prohry | %    | Účast v play-off                                                | Výsledky v play-off                                                                      |
| ------------------ | ----- | ------ | ---- | --------------------------------------------------------------- | ---------------------------------------------------------------------------------------- |
| Chicago Packers    |       |        |      |                                                                 |                                                                                          |
| 1961–62            | 18    | 62     | 22,5 |                                                                 |                                                                                          |
| Chicago Zephyrs    |       |        |      |                                                                 |                                                                                          |
| 1962–63            | 25    | 55     | 31,3 |                                                                 |                                                                                          |
| Baltimore Bullets  |       |        |      |                                                                 |                                                                                          |
| 1963–64            | 31    | 49     | 38,8 |                                                                 |                                                                                          |
| 1964–65            | 37    | 43     | 46,3 | Divizní semifinále Divizní finále                               | 3:1 St. Louis Hawks 2:4 Los Angeles Lakers                                               |
| 1965–66            | 38    | 42     | 47,5 | Divizní semifinále                                              | 0:3 St. Louis Hawks                                                                      |
| 1966–67            | 20    | 61     | 24,7 |                                                                 |                                                                                          |
| 1967–68            | 36    | 46     | 43,9 |                                                                 |                                                                                          |
| 1968–69            | 57    | 25     | 69,5 | Divizní semifinále                                              | 0:4 New York Knicks                                                                      |
| 1969–70            | 50    | 32     | 61,0 | Divizní semifinále                                              | 3:4 New York Knicks                                                                      |
| 1970–71            | 42    | 40     | 51,2 | Konferenční semifinále Konferenční finále Finále NBA            | 4:3 Philadelphia 76ers 4:3 New York Knicks 0:4 Milwaukee Bucks                           |
| 1971–72            | 38    | 44     | 46,3 | Konferenční semifinále                                          | 2:4 New York Knicks                                                                      |
| 1972–73            | 52    | 30     | 63,4 | Konferenční semifinále                                          | 1:4 New York Knicks                                                                      |
| Capital Bullets    |       |        |      |                                                                 |                                                                                          |
| 1973–74            | 47    | 35     | 57,3 | Konferenční semifinále                                          | 3:4 New York Knicks                                                                      |
| Washington Bullets |       |        |      |                                                                 |                                                                                          |
| 1974–75            | 60    | 22     | 73,2 | Konferenční semifinále Konferenční finále Finále NBA            | 4:3 Buffalo Braves 4:2 Boston Celtics 0:4 Golden State Warriors                          |
| 1975–76            | 48    | 34     | 58,5 | Konferenční semifinále                                          | 3:4 Cleveland Cavaliers                                                                  |
| 1976–77            | 48    | 34     | 58,5 | První kolo Konferenční semifinále                               | 2:1 Cleveland Cavaliers 2:4 Houston Rockets                                              |
| 1977–78            | 44    | 38     | 53,7 | První kolo Konferenční semifinále Konferenční finále Finále NBA | 2:0 Atlanta Hawks 4:2 San Antonio Spurs 4:2 Philadelphia 76ers 2 4:3 Seattle SuperSonics |
| 1978–79            | 54    | 28     | 65,9 | Konferenční semifinále Konferenční finále Finále NBA            | 4:3 Atlanta Hawks 4:3 San Antonio Spurs 1:4 Seattle SuperSonics                          |
| 1979–80            | 39    | 43     | 47,6 | První kolo                                                      | 0:2 Philadelphia 76ers                                                                   |
| 1980–81            | 39    | 43     | 47,6 |                                                                 |                                                                                          |
| 1981–82            | 43    | 39     | 52,4 | První kolo Konferenční semifinále                               | 2:0 New Jersey Nets 1:4 Boston Celtics                                                   |
| 1982–83            | 42    | 40     | 51,2 |                                                                 |                                                                                          |
| 1983–84            | 35    | 47     | 42,7 | První kolo                                                      | 1:3 Boston Celtics                                                                       |
| 1984–85            | 40    | 42     | 48,8 | První kolo                                                      | 1:3 Philadelphia 76ers                                                                   |
| 1985–86            | 39    | 43     | 47,6 | První kolo                                                      | 2:3 Philadelphia 76ers                                                                   |
| 1986–87            | 42    | 40     | 51,2 | První kolo                                                      | 0:3 Detroit Pistons                                                                      |
| 1987–88            | 38    | 44     | 46,3 | První kolo                                                      | 2:3 Detroit Pistons                                                                      |
| 1988–89            | 40    | 42     | 48,8 |                                                                 |                                                                                          |
| 1989–90            | 31    | 51     | 37,8 |                                                                 |                                                                                          |
| 1990–91            | 30    | 52     | 36,6 |                                                                 |                                                                                          |
| 1991–92            | 25    | 57     | 30,5 |                                                                 |                                                                                          |
| 1992–93            | 22    | 60     | 26,8 |                                                                 |                                                                                          |
| 1993–94            | 24    | 58     | 29,3 |                                                                 |                                                                                          |
| 1994–95            | 21    | 61     | 25,6 |                                                                 |                                                                                          |
| 1995–96            | 39    | 43     | 47,6 |                                                                 |                                                                                          |
| 1996–97            | 44    | 38     | 53,7 | První kolo                                                      | 0:3 Chicago Bulls                                                                        |
| Washington Wizards |       |        |      |                                                                 |                                                                                          |
| 1997–98            | 42    | 40     | 51,2 |                                                                 |                                                                                          |
| 1998–99            | 18    | 32     | 36,0 |                                                                 |                                                                                          |
| 1999–00            | 29    | 53     | 35,4 |                                                                 |                                                                                          |
| 2000–01            | 19    | 63     | 23,3 |                                                                 |                                                                                          |
| 2001–02            | 37    | 45     | 45,1 |                                                                 |                                                                                          |
| 2002–03            | 37    | 45     | 45,1 |                                                                 |                                                                                          |
| 2003–04            | 25    | 57     | 30,5 |                                                                 |                                                                                          |
| 2004–05            | 45    | 37     | 54,9 | První kolo Konferenční semifinále                               | 4:2 Chicago Bulls 0:4 Miami Heat                                                         |
| 2005–06            | 42    | 40     | 51,2 | První kolo                                                      | 2:4 Cleveland Cavaliers                                                                  |
| 2006–07            | 41    | 41     | 50   | První kolo                                                      | 0:4 Cleveland Cavaliers                                                                  |
| 2007–08            | 43    | 39     | 52,4 | První kolo                                                      | 2:4 Cleveland Cavaliers                                                                  |
| 2008–09            | 19    | 63     | 23,2 |                                                                 |                                                                                          |
| 2009–10            | 26    | 56     | 31,7 |                                                                 |                                                                                          |
| 2010–11            | 23    | 59     | 28,0 |                                                                 |                                                                                          |
| 2011–12            | 20    | 46     | 30,3 |                                                                 |                                                                                          |
| 2012–13            | 29    | 53     | 35,4 |                                                                 |                                                                                          |
| 2013–14            | 45    | 37     | 54,9 | První kolo Konferenční semifinále                               | 4:1 Chicago Bulls 2:4 Indiana Pacers                                                     |
| 2014–15            | 43    | 39     | 52,4 | První kolo Konferenční semifinále                               | 4:0 Toronto Raptors 2:4 Atlanta Hawks                                                    |
| 2015–16            | 41    | 41     | 50,0 |                                                                 |                                                                                          |
| Celkem             | 2004  | 2447   | 45.0 |                                                                 |                                                                                          |
| Play-off           | 89    | 124    | 41.8 | 1 vítězství                                                     | 1 vítězství                                                                              |